# Reskontra
Reskontra (jämför italienska riscontro, som betyder möte, kontroll, granskning, jämförelse) är ett begrepp inom bokföring i företag, offentlig förvaltning och andra organisationer. En reskontra är en specifikation som åskådliggör ett konto företrädesvis i balansräkningen. 
Exempelvis specificeras normalt kontona "kundfordringar" respektive "leverantörsskulder" vars reskontror då kallas kundreskontra respektive leverantörsreskontra. Det finns sökmöjligheter exempelvis per kund respektive leverantör, eller per period. Där specificeras de transaktioner (exempelvis fakturor, betalningar och kundförluster) som är summerade på huvudkontona. Andra vanliga reskontror kan avse finansiella instrument, investeringar, utlägg, projektreskontra, arbetsorderreskontra eller lager.  
Begreppet används även för den funktion i företaget som handhar den löpande redovisningen mot respektive konto.